# Aleksandra Kucy
Aleksandra Jadwiga Kucy (ur. 26 grudnia 1974) – polska urzędniczka i dyplomatka, konsul generalna RP w Vancouver (od 2023).

## Życiorys
Aleksandra Kucy ukończyła studia na Wydziale Nauk Ekonomicznych Uniwersytetu Warszawskiego. Jest także absolwentką programu ekonomicznego na Uniwersytecie Columbia w Nowym Jorku. Kształciła się podyplomowo w zakresie służby zagranicznej oraz finansów.
W 1999 rozpoczęła pracę w Urzędzie Nadzoru nad Funduszami Emerytalnymi. Następnie przeszła do Urzędu Komitetu Integracji Europejskiej. Od 2006 związana zawodowo z Ministerstwem Spraw Zagranicznych. Pełniła funkcje naczelniczki w Departamencie Dyplomacji Publicznej i Kulturalnej MSZ (2013–2015), naczelniczki ds. programowych w Departamencie Współpracy z Polonią i Polakami za Granicą MSZ (2019–2020) oraz zastępczyni dyrektora ds. programowych i finansowych tamże (od 2020). W latach 2006–2012 pracowała w Ambasadzie w Zagrzebiu jako kierowniczka Referatu Administracyjno-Finansowego oraz wicekonsul, a w latach 2015–2019 w Ambasadzie w Ottawie jako kierowniczka Wydziału Konsularnego. Od września 2023 konsul generalna RP w Vancouver.
Mówi biegle po angielsku, niemiecku, chorwacku oraz francusku. Matka syna.